# NGC 5298
NGC 5298 ist eine Balkenspiralgalaxie vom Hubble-Typ SBb im Sternbild Zentaur, die etwa 189 Millionen Lichtjahre von der Milchstraße entfernt ist.
Sie wurde am 30. März 1835 von John Herschel mit einem 18-Zoll-Spiegelteleskop entdeckt, der dabei „F, R, gbM, 30 arcseconds“ notierte.